# Stift Cappel

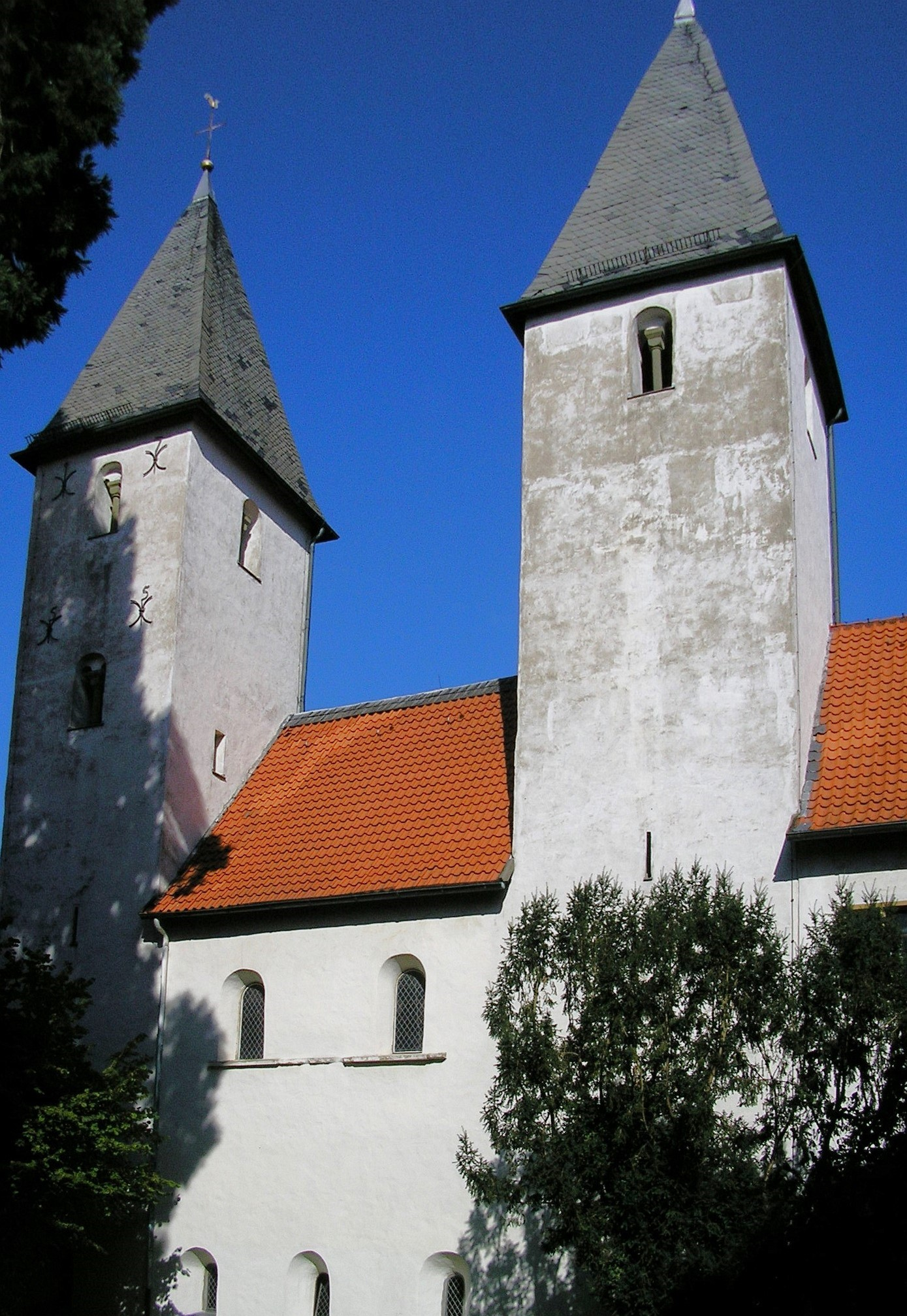
Doppeltürme von Stift Cappel

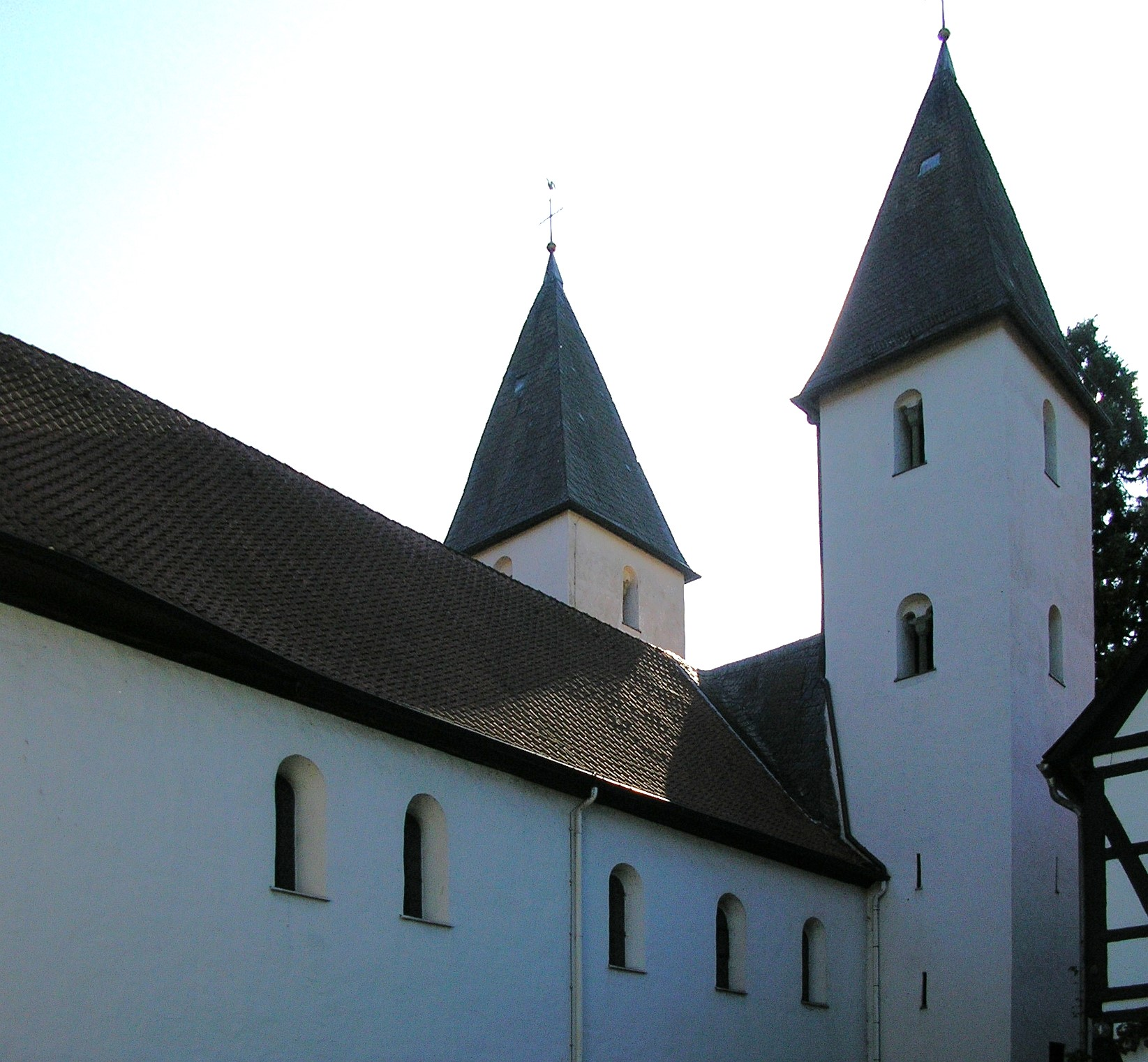
Stiftskirche

Das Stift Cappel in Cappel, heute ein Ortsteil von Lippstadt, war ein Frauenkonvent, der nach den Konstitutionen der Prämonstratenser lebte. Im 16. Jahrhundert wurde es in ein freiweltliches, evangelisches Damenstift umgewandelt.

## Geschichte

### Prämonstratenserstift
In Cappel wurde angeblich von Karl dem Großen nach einer Schlacht gegen die Sachsen eine Kapelle gestiftet. Nachgewiesen ist eine Kapelle, die auch als Pfarrkirche diente, aus späterer Zeit. Dieser Bau wurde teilweise in die spätere Stiftskirche integriert.
Die genauen Umstände der Klostergründung sind nicht bekannt. Es gibt Meinungen, die von einer Gründung vor 1139 ausgehen. Wahrscheinlich ist aber eine Gründung um 1140. Die erste Urkunde stammt allerdings erst aus dem Jahr 1196. Möglicherweise handelte es sich bei den ersten Damen um Vertriebene aus dem Kloster Liesborn. Cappel stand unter dem Patrozinium von Maria und Andreas.
Vermutlich bereits von Beginn an nachgewiesen aber erst seit dem 13. Jahrhundert folgte es den Gebräuchen der Prämonstratenser. Eng verbunden war es mit den Edelherren von der Lippe. Diese und weitere Adelige schenkten dem Stift zur Ausstattung und Versorgung erheblichen Grundbesitz. Anfangs gehörte das Stift noch zum Bistum Münster. Auf Grund einer päpstlichen Entscheidung kam es zum Erzbistum Köln. Gleichzeitig wurde Cappel aus der Pfarrei Liesborn herausgelöst. Die zum Kloster gehörenden Geistlichen übernahmen die Seelsorge der Pfarrei. 1280 nahmen der Abt von Knechtsteden und der Propst von Wedinghausen die Visitation des Klosters vor. 1316 ließ der Erzbischof von Köln die Klosterdisziplin wiederherstellen.
Unter den weiblichen Insassen gab es die Priorin, eine Subpriorin, eine Kellnerin und eine Kämmerin. Männliche Mitglieder waren ein Propst, ein Prior, ein Kaplan, ein Kämmerer, verschiedene „fratres“, „conversi“ und „familiares“.

### Nach der Reformation
Nachdem die Edelherren von der Lippe protestantisch geworden waren, vollzog sich ab 1571 in einigen Schritten auch die Umwandlung des Stifts in ein freiweltliches protestantisches Damenstift. 1577 oder 1578 musste der letzte katholische Propst das Kloster verlassen. 1588 erfolgte die offizielle Umwandlung in ein protestantisches Damenstift. Spätere gegenreformatorische Ansätze etwa durch den Abt von Knechtsteden 1623 und 1633 scheiterten. Seit 1633 war der Fortbestand des protestantischen Stiftes nunmehr unter einer Äbtissin aus dem Haus der Edelherren beziehungsweise Grafen von Lippe gesichert. 1794 wurde das Kloster durch französische Truppen geplündert.
Die Leitung des Stiftes hatte ab 1618 eine Äbtissin, der eine „Vicedomina“ und eine Dechantin zur Seite standen. Ein Amtmann lässt sich ab 1588 nachweisen. Daneben gab es Schreiber, Syndikus, Advokat, Administrator, Rentmeister, Vogt, Küster, Pförtner sowie einen evangelischen Stiftsprediger. Es gab 10 Präbenden, wobei die Stiftsdamen vor allem aus protestantischen Gebieten Nord- und Mitteldeutschlands stammten. Die Zahl der Stellen wurden im 19. Jahrhundert auf 21 Stellen erweitert. Von nun an konnten auch Abkömmlinge aus Beamten- und Militärfamilien aufgenommen werden, die allerdings aus dem Land Lippe stammten mussten.
Die katholische Kirche löste das Kloster offiziell 1639 auf. Bereits 1577 war der letzte katholische Propst mit einigen Stiftsdamen nach Eikeloh bei Erwitte gezogen. In der Propstei Eikeloh wurde die katholische Klostertradition von Cappel bis zum Aussterben der Gemeinschaft 1659 fortgesetzt. Die Pröpste, die von der Abtei Knechtsteden eingesetzt wurden, verwalteten die Einrichtung und die im Herzogtum Westfalen gelegenen Güter des Stifts Cappel. Die Propstei wurde 1804 im Zuge der Säkularisation aufgelöst.
Das protestantische Damenstift selbst bestand bis 1971. Danach wurde es per Landesgesetz mit dem Stift St. Marien in Lemgo vereinigt. Wenn auch an anderer Stelle besteht die Stiftstradition so indirekt weiter.

## Baulichkeiten und Ausstattung
Der Westbau mit den zwei Türmen wurde Mitte des 12. Jahrhunderts erbaut. Die Vorhalle ist reich gegliedert. Über ihr liegt die ehemalige Empore der Klosterfrauen. Das Langhaus wurde später an den Westbau angebaut. Dadurch entstand bis zum Ende des 12. Jahrhunderts eine romanische Pfeilerbasilika. Ein Teil von Seitenschiffen, Apsiden wurde vor 1691 abgebrochen. Restaurierungen fanden im 19. Jahrhundert und in den 1950er Jahren statt. Im Zuge der grundlegenden Restaurierung zwischen 1976 und 1980 wurden spätere An- und Umbauten entfernt und der ursprüngliche Bauzustand im Wesentlichen wieder hergestellt.

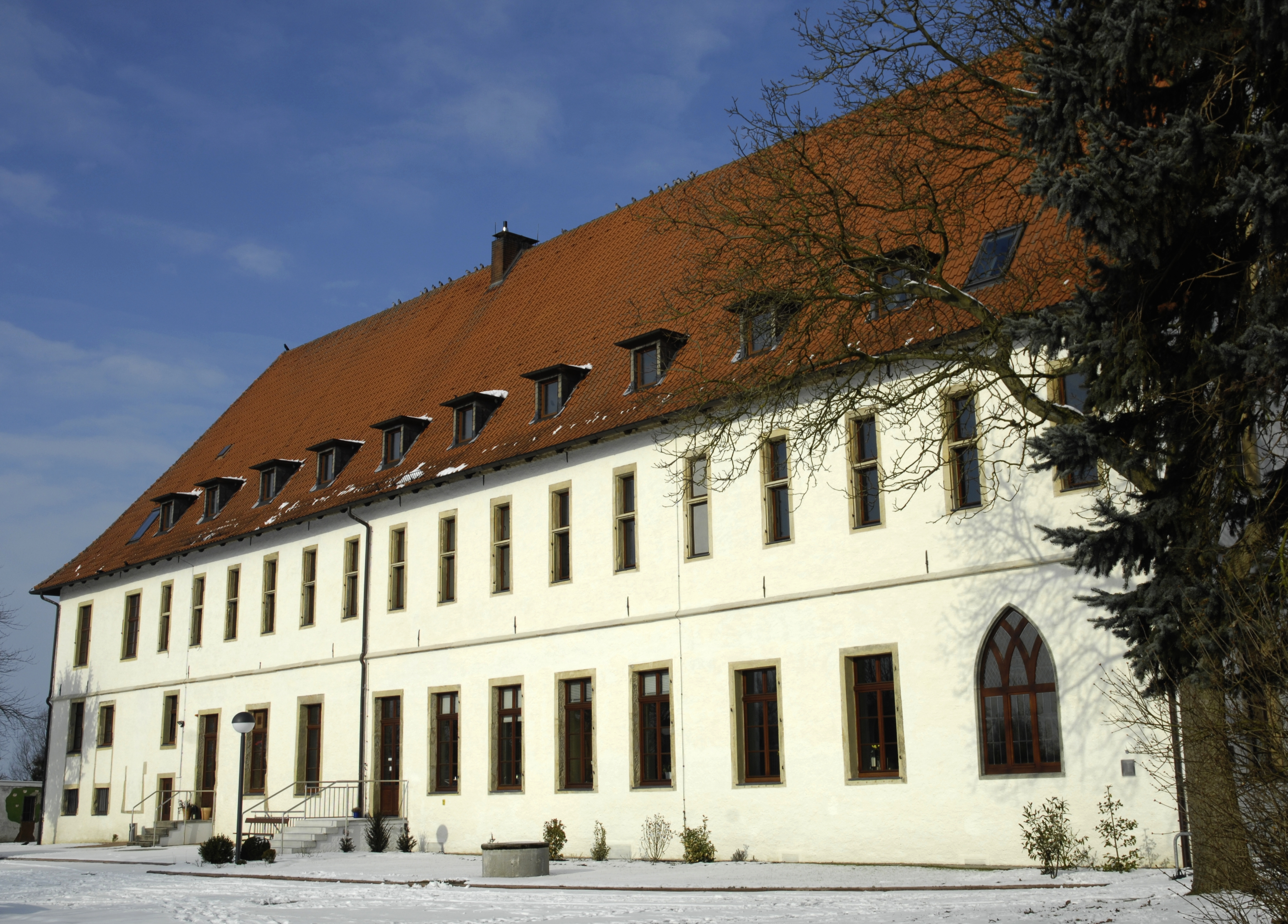
Hauptgebäude des ehemaligen Damenstifts

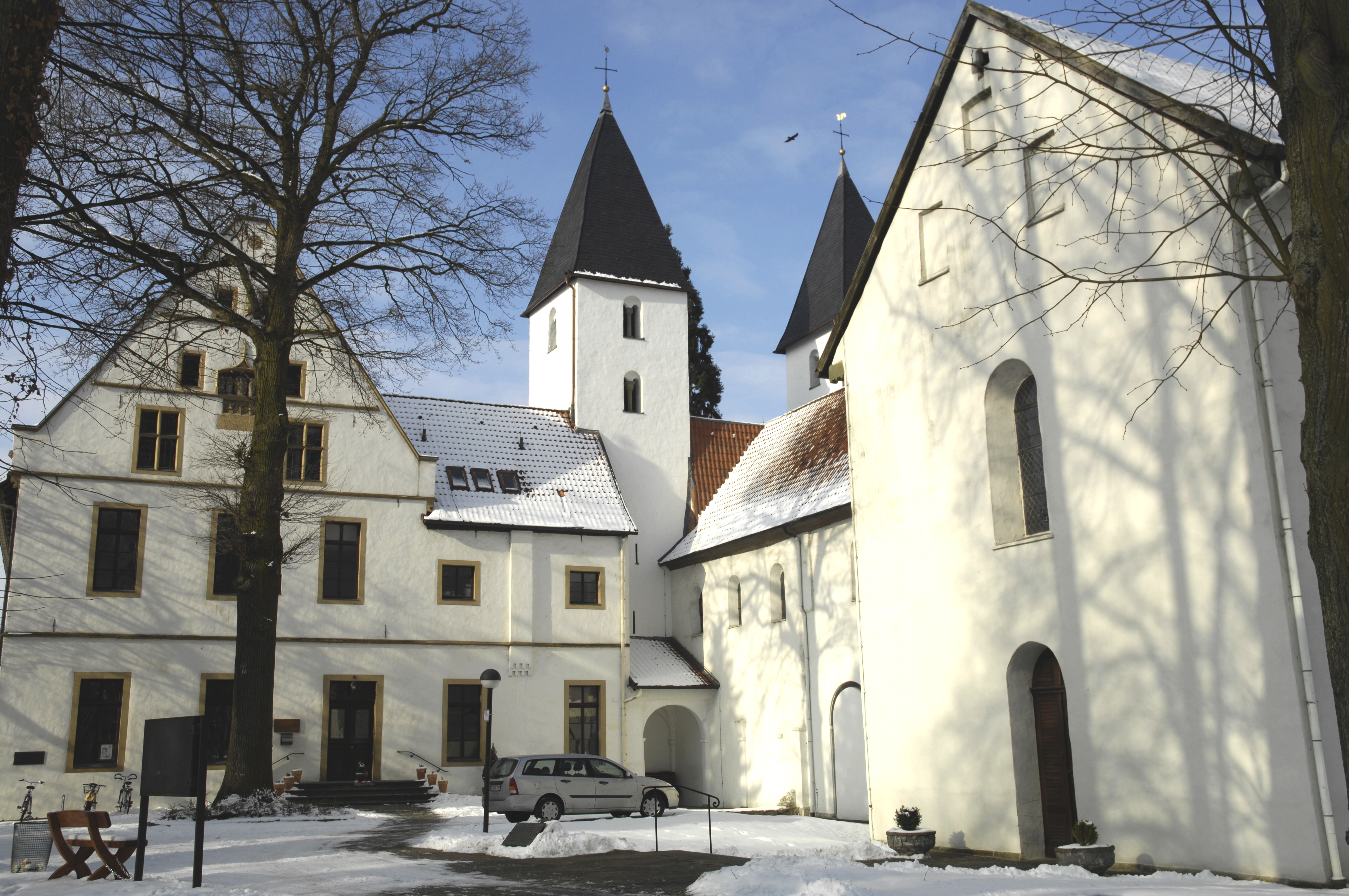
Klosterkirche und Hauptgebäude gehen ineinander über

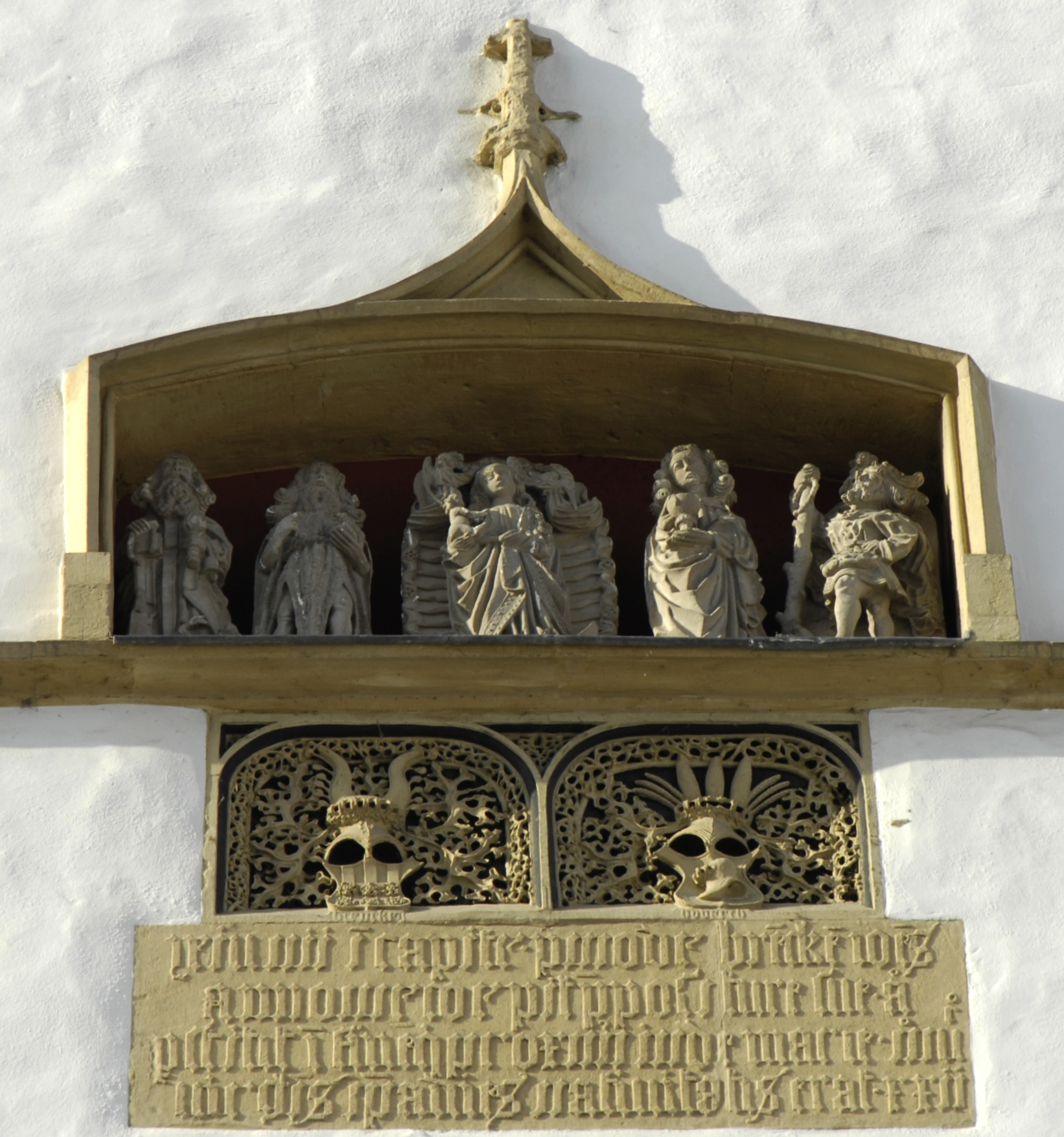
Kunstvoller Schmuck am östlichen Giebel des Hauptgebäudes

In der Kirche existiert ein zweistufiger Taufsteinsockel der wohl aus der Entstehungszeit des Klosters stammt. Bemerkenswert auch die Gewölbemalerei aus der Zeit um 1250. Aus dem 15. Jahrhundert stammen Sakramentshaus, Kanzel und Lesepult. Das Chorgestühl stammt aus dem 16. Jahrhundert. In der Kirche finden sich Grabplatten von Äbtissinnen und Stiftsdamen. Diese stammen aus der Zeit zwischen dem 16. und dem 19. Jahrhundert. In der Kirche befinden sich auch fünf spätgotische Heiligenfiguren, die früher am Giebel des Klosters angebracht waren.
Ebenfalls erhalten sind Kapitelhaus und Gebäude der Äbtissin aus dem 16. Jahrhundert. Aus dem 18. Jahrhundert stammen ein Stiftsdamenhaus und die Dechantei im Fachwerkstil.
Teile der Stiftsgebäude dienen einer evangelischen Berufsfachschule als „Stift Cappel - Berufskolleg“.

## Glocken
Der Nordturm trägt in der obersten Etage das Geläut von drei Bronzeglocken:
| Nr. | Nominal | Gewicht | Durchmesser | Gussjahr | Gießer                 | Inschrift                                                                                   |
| --- | ------- | ------- | ----------- | -------- | ---------------------- | ------------------------------------------------------------------------------------------- |
| 1   | h1      | 281 kg  | 774 mm      | 1970     | Rincker/Sinn           | KOMMT HERZU, LASST UNS DEM HERRN FROHLOCKEN!                                                |
| 2   | cis2    | 130 kg  | 630 mm      | 1802     | B. H. Fricke/Gütersloh | CCGVE FRAU z LIPPE, ÄBTISSIN z CAPPEL u LEMGO A. RÖTTECKEN B.H. FRICKE GLOKKENGIESSER 1802. |
| 3   | e2      | 111 kg  | 570 mm      | 1970     | Rincker/Sinn           | JESUS CHRISTUS GESTERN UND HEUTE UND DERSELBE IN EWIGKEIT.                                  |

## Priorinnen und Äbtissinnen
- 1280/1282 Cunegundis
- 1306 Christine
- 1338 Oda
- 1465/1504 Agnes von Walstede
- 1498 Gertrud von Königsberg
- 1504 Alke (oder Adelheid) von Warendorp
- 1512 Katharina tor Aune
- 1513 Anna Torck
- 1546 Anna Westphal
- 1556 Rolich von der Recke
- 1577–1578[2]/1588 Margarethe von Erwitte
- 1588/1591 Anna Vogt von Elspe
- 1591/1594 Margarethe von Bredenol
- 1604 Catharina von Rump
- 1611/1619 Sophia von Oer
- 1619–1628 Anna Catharina von Ovelacker

Äbtissinnen aus dem Haus Lippe:
- 1628–1629 Juliane Ursula
- 1629–1657 Anna Katharina
- 1657–1690 Anna Maria
- 1690–1707 Albertine
- 1707–1751 Amalie Luise Wilhelmine
- 1751–1793 Elisabeth Henriette Amalie
- 1793–1804 Charlotte Clementine
- 1804–1826 Auguste Henriette Casimire Wilhelmine
- 1826–1887 Christine Luise Auguste Charlotte
- 1887–1906 Pauline
- 1907 Caroline
- 1927 Lilli

Leitung des Stiftes durch Dechantinnen:
- 1906–1919 Lucie von Rheden
- 1919–1971 Else Dirking